# Antiguos macedonios
Los antiguos macedonios (en griego: Αρχαίοι Μακεδόνες) eran los habitantes de Macedonia en la antigüedad. Hablaban una lengua emparentada con el griego antiguo, más como una lengua cercana al proto-griego. Según la mayoría de los registros, los macedonios eran griegos.  La familia real macedonia conocida como dinastía argéada afirmaba su linaje griego.

## Orígenes

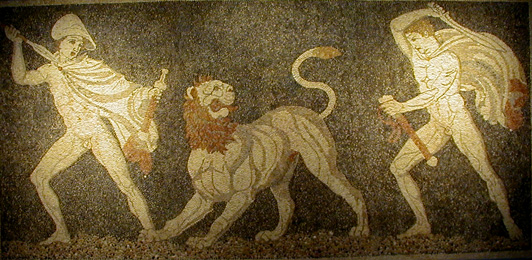
Mosaico con la caza de un león, encontrado en Pela.

Heródoto nos proporciona datos sobres las principales costumbres sobre los orígenes de los macedonios. La historia describe la conexión genealógica aparentemente entre la casa real macedonia (o macedonios en general) y los legendarios héroes griegos. Esta teoría estaba aceptada ampliamente entre los eruditos de la antigüedad. 
Es ampliamente sugerido hoy, que los macedonios fueron originalmente una tribu griega que estuvo, hasta el siglo V a. C., relativamente separada de la mayor parte de la civilización griega. Esto es obtenido de estudios sobre las tempranas costumbres religiosas, políticas y culturales de los macedonios que podían sin problemas ser identificables como griegas y remontarse a tiempos homéricos. Durante su aislamiento, los macedonios recibieron inevitablemente influencias traco-ilirias y, como en el caso de los etolios, fueron  por muchos griegos como "extranjeros" o incluso "bárbaros". (Britannica, Wilcken, Friedell, Abel, Hammond). Esa suposición parece estar en el acuerdo con las teorías de Heródoto respecto al origen dórico de "Macednoi", además de la antigua descripción persa Yauna Takabara (griegos que llevan sombreros).
Además de la teoría que considera a los macedonios como una tribu que hablaba griego (Masson, Hammond), del que los macedonios fueron a veces mencionados como una tribu tracia. (Sir William M. Ramsay). Es también posible que los antiguos macedonios experimentaran la etnogénesis griega además de los elementos ilirios, y tracios (cf. Borza, et ali.). 
La controversia que rodea a la incógnita de si la antigua Macedonia debe ser considerado un estado helénico está basada en fuentes antiguas, y evidencias lingüísticas. Ningún enfoque es concluyente, Heródoto afirma que la aristocracia macedonia era de origen aqueo mientras que el pueblo era de linaje dorio (ambas eran tribus griegas). Según Estrabón VII, 7, 8, los getas, Macedonia, el mar Negro) y se dice también que los gobernantes de Lincestis (una baronía en el oeste de Macedonia) afirmaron que la tribu doria de los Baquiadas de Corinto eran sus antepasados.
Esta controversia concierne, exclusivamente, a los inicios del reino antes de la época de Filipo II. Es indiscutible que el macedonio fue muy influido por la lengua ática desde la época de Alejandro Magno (véase periodo helenístico). Sin embargo, hay indicaciones de que incluso al principio del reino, antes de la época del rey Filipo II, había influencias helénicas en el reino macedonio. El rey Arquelao estableció la nueva capital en Pela, un festival en honor de Zeus en Díon (una ciudad bien cerca del monte Olimpo), y acogió a los intelectuales griegos en su reino. Los dramaturgos atenienses como Eurípides y Agatón y el famoso pintor Zeuxis tuvieron influencia en el reino. Eurípides escribió sus últimas dos tragedias en la corte de Arquelao I.
En el libro VIII, Heródoto habla de los aliados macedonios como parte de la flota griega. Tito Livio (59 a. C.-14 ) en su Ab urbe condita (31.29) es citado un embajador macedonio de finales del siglo III a. C., insinuando que los macedonios habían sido una tribu de habla griega: 

Los etolios, los acarnienses, los macedonios, hombres de la misma lengua, están unidos o desunidos por causas triviales que surgen de vez en cuando; con los extranjeros, con los bárbaros, todos los griegos hacen y seguirán haciendo la guerra; para ellos son enemigos por voluntad de la naturaleza, que es eterna, y no por razones que cambian cada día.---

Después del siglo IV a. C., los antiguos macedonios eran universalmente considerados griegos por sus contemporáneos.

## Idioma y escritura

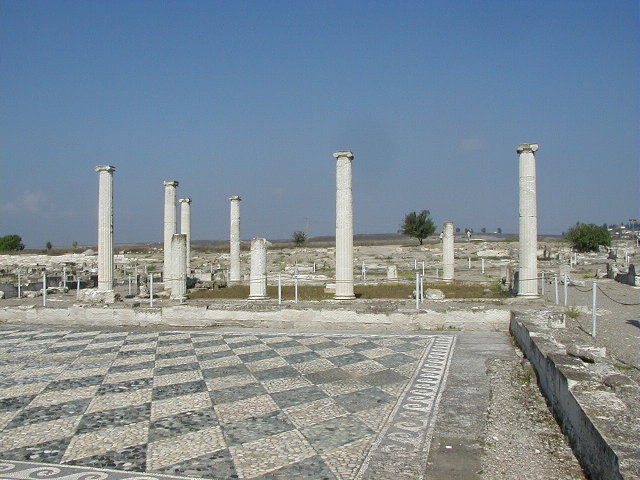
Mosaico de teselas en el atrio de una casa de Pela.

El idioma del área de los habitantes anterior al siglo V a. C. está atestiguado en algunos cientos de palabras de varias glosas (principalmente las de Hesiquio de Alejandría, (siglo IV a. C.), como nombres de lugares (topónimos) y nombres personales (antropónimos). El dialecto koiné fue normalizado como la lengua del discurso formal y la comunicación oficial en el siglo IV a. C..
Aunque la vasta mayoría de las palabras atestiguadas puede ser identificada como griego con confianza, hay unas pocas palabras que no son fácilmente identificables como griego. Más notablemente, muchas palabras sistemáticamente muestran oclusivas sonoras donde se esperaría consonantes aspiradas sordas en un dialecto griego, e. g. la macedonia Berenikē versus el Pherenikē convencional griego. Si estas palabras son representativas de la lengua macedonia, entonces no había participado en al menos un cambio de sonido que era común a los otros dialectos griegos conocidos y es a menudo considerado por los lingüistas como un criterio constitutivo que define el discurso griego. (Sin embargo, en ejemplos aislados, las oclusivas sonoras desviadas al lugar de las consonantes aspiradas sordas no son desconocidas en los dialectos griegos; un ejemplo es la contracción en griego antiguo: κέβλη kéblē o en griego antiguo: κεβλή keblē para el estándar en griego antiguo: κεφαλή kephalē, 'cabeza'.)
Hay un pequeño desacuerdo sobre el papel del dórico en Macedonia. Varias inscripciones dóricas de macedonio clásico son conocidas, como la tablilla de maldición de Pella, y debe ser recordado que algunos autores griegos consideraron a los macedonios semejantes a los dorios. Sin embargo, estas inscripciones no muestran los mismos rasgos fonológicos que se ha pensados son típicos del «macedonio» como reconstruyen las evidencias léxicas. Ninguna inscripción en una lengua no griega ha sido hallada con estas características. 
Un fragmento del siglo V a. C. de la comedia ateniense del poeta Estratis, Macedonios, también contiene una frase de, aparentemente, un discurso dialectal griego que puede suponerse representa el discurso de un macedonio. Es por tanto cuestionado si el dialecto dórico era solo una segunda lengua hablada codo con codo con el macedonio propiamente dicho por parte de la población (Borza 1999), o si el macedonio era por sí mismo una variedad del dórico, en el que los elementos léxicos con las características fonológicas no griegas representaban solo una mezcla extranjera o un desarrollo local secundario (Masson 1996). Desde el siglo V a. C., Macedonia estuvo más y más estrechamente relacionada con el desarrollo cultural y político griego del sur, que resultó en la adopción del dialecto dialecto (véase Koiné).
Nicholas G. L. Hammond también apoya que el macedonio fuera un dialecto griego:

¿Qué lengua hablaban los macedones? El propio nombre es griego en su raíz y en su terminación étnica. Probablemente signifique montañeses, y es comparable a los nombres tribales griegos como orestai y oreitai, que significa montañeses. Se dice que la primera variante, maketai, tiene la misma raíz, que significa alto, como en el adjetivo griego makednos o el sustantivo mekos (...) En el siglo VI adC, los persas describían el tributo pagado por los pueblos de su provincia en Europa, y uno de ellos era el yauna takabara, que significa griegos que llevan sombrero. Había griegos en las ciudades estado y en la provincia, pero eran de varios orígenes y no se distinguían precisamente por lleva sombrero. Sin embargo, los macedonios llevaban un sombrero característico, el causia. Concluimos que los persas creían que los macedonios eran greco parlantes. Finalmente, a finales del siglo V adC, un historiador griego, Helánico, visitó Macedonia y modificó la genealogía de Hesíodo haciendo a Macedón, no primo, sino hijo de Eolo, conduciendo a Macedón y sus descendientes a la rama eólica del griego. Hesíodo, Persia, y Helánico no tenían ningún motivo para hacer una falsa declaración sobre la lengua de los macedonios, que eran entonces un pueblo desconocido y nada poderoso. Sus testimonios deben ser aceptados como concluyentes.

Fuera la que fuere la naturaleza del "macedonio", el ático (Koiné) griego era la lengua de los discursos oficiales y las inscripciones públicas usadas en Macedonia en época clásica. Todas, las más de 6.000, inscripciones encontrados en Macedonia hasta ahora están en griego.

## Antiguos juegos olímpicos
Una serie de pasajes del libro V de las Historia de Heródoto (V, 22) son consideradas por algunos eruditos clásicos, como que los macedonios estaban habitualmente excluidos de los eventos panhelénicos como los Juegos Olímpicos, participación que aparentemente estaba limitada a los griegos. En 480 a. C., el rey macedonio Alejandro intentó participar en los Juegos Olímpicos, y encontró la resistencia de los competidores, que lo consideraban un no griego. Según Heródoto, Alejandro argumentó que su familia era, en última instancia, de ascendencia griega (‘argiva’), y por dicho motivo fue finalmente admitido. Algunos eruditos consideran este episodio como la evidencia de que de hecho los macedonios podrían ser considerados griegos, mientras que otros afirman que probablemente la decisión estaba políticamente motivada y basada, más en la alegada ascendencia mítica afirmada por el rey, que en una percepción de los macedonios como griegos. Alejandro, aparentemente, fue el único participante macedonio durante mucho tiempo. En el siguiente siglo, los únicos otros fueron el rey Arquelao I (408 a. C.) y, unos 50 años después, Filipo II (356 a. C., 352 a. C. y 348 a. C). Desde la época de Alejandro Magno la participación macedonia en los Juegos Olímpicos fue normal.